# 섬의 바다

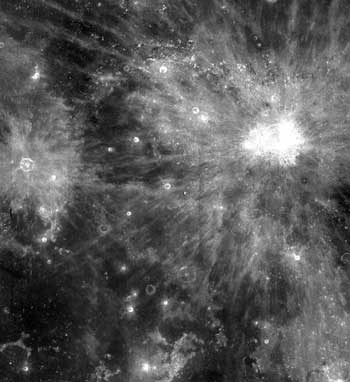
섬의 바다 사진.

섬의 바다는 비의 바다 남쪽에 있는 달의 바다로, 달의 앞면에 있다.